# Higginsville
Higginsville è un comune degli Stati Uniti d'America, situato nello Stato del Missouri, nella contea di Lafayette.